# Burro chiarificato
Il burro chiarificato è un grasso animale usato in cucina ottenuto dalla chiarificazione del burro mediante procedure fisiche e meccaniche.

## Caratteristiche
Il burro chiarificato si ottiene rimuovendo l'acqua e le proteine del latte, legate alle caseine che è anche la proteina prevalente, e lasciando la sola parte grassa. Il burro intero, prima di essere chiarificato contiene una frazione acquosa con le proteine del latte che scuriscono e bruciano a temperature relativamente basse; salvo dove sia cercato l'effetto di imbiondimento (ad esempio il cosiddetto "burro e salvia") tale rischio di bruciatura non consente un uso ottimale in cucina per altri scopi. Il burro chiarificato brucia a temperature maggiori permettendo la frittura e la doratura dei cibi. Il punto di fumo del burro chiarificato si aggira intorno ai 250 °C, mentre il burro intero brucia ad una temperatura compresa tra i 130 °C e i 135 °C.
Il burro chiarificato ha un contenuto pressoché nullo di proteine e carboidrati e contiene circa il 99% di grassi (di cui circa 62 g su 100 sono saturi). Durante il processo di chiarificazione, infatti, l'acqua viene eliminata lasciando unicamente la parte grassa del burro.

## Uso
Il burro chiarificato, visto il suo punto di fumo molto alto, è usato soprattutto per le fritture in sostituzione dell'olio di oliva o misto ad esso. In cucina il burro chiarificato è anche un ingrediente essenziale per la preparazione di alcune salse di condimento come la salsa bernese o quella olandese. Nel caso di preparazione di ricette alimentari bisogna tenere presente che il burro chiarificato ha un 15% di acqua e circa un 5% di proteine in meno, per cui, se lo si vuole utilizzare al posto del burro normale, bisogna adattarne le dosi, usando il 20% di peso in meno di burro chiarificato rispetto al burro normale.
Inoltre, il burro chiarificato può avere anche utilizzi per scopi non alimentari, come ad esempio avviene nell'area himalayana, dove il burro di yak chiarificato è un costituente fondamentale delle lampade a burro che vengono accese nei monasteri buddhisti.

## Produzione

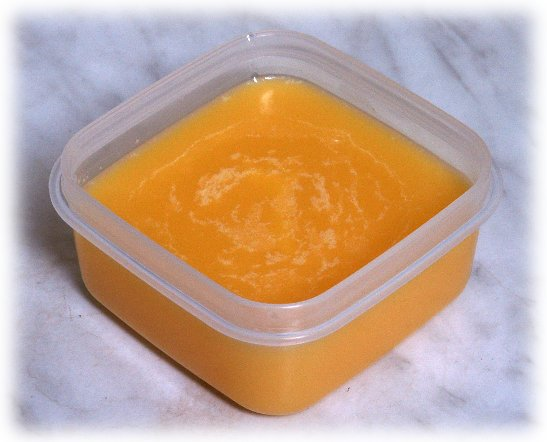
Il burro chiarificato prima della fase di solidificazione, si nota in superficie la patina schiumosa bianca (acqua e proteine) ancora da rimuovere.

Il processo produttivo del burro chiarificato è abbastanza semplice tanto che questo può essere preparato anche in casa. Il processo prevede una prima fase in cui scaldando il burro intero a bagnomaria lo si rende liquido, ottenendo del burro fuso. Bisognerà fondere il burro senza mai mescolarlo; in questo modo si formerà uno strato bianco che si depositerà sul fondo del contenitore. In questa fase otterremo anche, sulla superficie del burro riscaldato, una schiuma che dovrà essere tolta delicatamente con la schiumarola. Dopo circa 20 minuti le proteine del latte e l'acqua si saranno separate dal resto del burro depositandosi sul fondo. A questo punto bisognerà travasare lentamente unicamente la parte superficiale (evitando quindi il fondo) in un altro recipiente passandolo attraverso un colino a maglie sottili. L'ultima fase è quella in cui si lascia raffreddare il composto (in frigorifero o a temperatura ambiente) in modo che si solidifichi. È consigliato però farlo raffreddare velocemente in modo che la consistenza sia uniforme evitando quindi che si creino ulteriori depositi.
Un processo alternativo prevede, anziché il bagnomaria, di scioglierlo a fuoco estremamente basso in un tegame dal fondo spesso fino a quando si cominceranno a formare delle bollicine in superficie dovute all'acqua che evapora. Le parti solide del latte affioreranno formando una schiuma marroncina che andrà asportata con una schiumarola.
Il burro chiarificato è prodotto dall'industria alimentare e distribuito attraverso gli stessi canali di vendita del burro. Nei negozi etnici si trovano anche le versioni internazionali del burro chiarificato come il ghi indiano.